# Ceratosolen marshalli
Ceratosolen marshalli is een vliesvleugelig insect uit de familie vijgenwespen (Agaonidae). De wetenschappelijke naam is voor het eerst geldig gepubliceerd in 1931 door Grandi.